# 東山縣 (越南)
东山縣（越南语：／）是越南清化省历史上的一个旧县。面积82.87平方公里，2024年总人口101272人。

## 地理
东山县东接清化市，西接肇山县，南接广昌县和农贡县，北接绍化县。

## 历史
2015年5月15日，东春社1社、东进社全新村1村和大同村、赵舍村2村部分区域、东英社第六村、第七村2村部分区域并入棱通市镇。
2019年10月16日，东英社并入东溪社。
2024年10月24日，越南国会常务委员会通过决议，自2025年1月1日起，东山县并入清化市。

## 行政区划
东山县下辖1市镇13社，县莅棱通市镇。
- 棱通市镇（Thị trấn Rừng Thông）
- 东和社（Xã Đông Hòa）
- 东黄社（Xã Đông Hoàng）
- 东溪社（Xã Đông Khê）
- 东明社（Xã Đông Minh）
- 东南社（Xã Đông Nam）
- 东宁社（Xã Đông Ninh）
- 东富社（Xã Đông Phú）
- 东光社（Xã Đông Quang）
- 东清社（Xã Đông Thanh）
- 东盛社（Xã Đông Thịnh）
- 东进社（Xã Đông Tiến）
- 东文社（Xã Đông Văn）
- 东安社（Xã Đông Yên）

## 文化
东山文化是越南有名的史前文化遗迹。